# Zephyrhills
Zephyrhills é uma cidade localizada no estado americano da Flórida, no condado de Pasco. Foi incorporada em 1914.

## Geografia
De acordo com o United States Census Bureau, a cidade tem uma área de 23,1 km², onde 23 km² estão cobertos por terra e 0,1 km² por água.

### Localidades na vizinhança
O diagrama seguinte representa as localidades num raio de 16 km ao redor de Zephyrhills.

## Demografia
Segundo o censo nacional de 2010, a sua população é de 13 288 habitantes e sua densidade populacional é de 577,8 hab/km²}}. Possui 7 702 residências, que resulta em uma densidade de 334,9 residências/km².